# 요건사실론
요건사실론이란 민법해석학의 일부로 약 30년전부터 일본의 최고재판소 사법연수소에서 체계화된 것으로 일정한 법률효과를 발생시키는 법률요건을 확정한 뒤에 그에 해당하는 사실에 관한 주장‧입증책임의 소재와 당사자가 제출하여야 하는 공격방어방법의 배열을 명확히 한다. 실무에서 말하는 요건사실이란 법규(범)의 법률요건에 해당하는 구체적 사실을 말하며, 주요사실과 같은 의미이다. 대한민국의 사법연수원이나 법학전문대학원의 주요과목이다.

## 요건사실의 정의
민사소송에 있어서 법원은 사실심 변론종결시를 기준으로 원고가 소송물로 주장한 일정한 권리 또는 법률관계의 존부에 관하여 판단하여야 하는데, 이러한 기준시에 관념적 존재인 권리가 존재하는지 여부를 직접 인식할 수 있는 수단이 없으므로 당해 권리의 존부에 관한 판단은 그 권리의 발생은 인정되는가, 그 후 그 권리가 소멸하였는가, 나아가 그 소멸 효과의 발생에 장애사유는 없는가 하는 등의 과정을 거쳐 결론에 이르게 된다. 권리의 발생, 장애, 소멸 등의 각 법률효과가 인정되는지 여부는 그 발생요건에 해당하는 구체적 사실의 유무에 달려 있는바, 이러한 사실을 요건사실이라 한다.

### 용태와 사건
요건사실은 그 성상에 따라 사람의 정신작용을 요소로 하는 용태와 사람의 정신작용을 요소로 하지 않는 사건으로 구분된다.

## 매매계약에 의한 청구

### 매매대금청구

#### 요건사실
1. 매매계약의 체결(매수인, 매매일자, 매도인, 목적물, 대금, 매수사실)[4]

##### 항변
1. 해제

### 매매대금 + 이자청구

#### 요건사실
1. 매매계약의 체결
2. 목적물의 인도 및 인도시기

### 요건사실
1. 매매계약의 체결
2. 대금지급기한의 약정 및 도래
3. 목적물의 인도
4. 손해의 발생 및 범위

### 부동산매매대금 + 지연손해금 청구

#### 요건사실
1. 매매계약의 체결
2. 대금지급기한의 약정 및 도래
3. 목적물의 인도[5]
4. 손해의 발생 및 범위
5. 소유권이전의무의 이행 또는 이행의 제공[6]

### 소유권이전등기청구

#### 요건사실
1. 매매계약의 체결

#### 기재례

##### 청구원인
소외 위기백은 2020. 5. 10. 원고와의 사이에 별지 목록 기재 토지(이하 '이 사건 토지'라고 함)를 대금 100억원에 매수하기로 하는 매매계약을 체결하고, 위 계약 당일 계약금 10억 원을, 같은 해 6. 1. 중도금 60억 원을 지급하였습니다. 이에 원고는 소외 위기백으로부터 잔대금 30억 원을 지급받음과 동시에, 위기백에게 이 사건 토지에 관하여 위 2020. 5. 10.자 매매를 원인으로 하는 소유권이전등기절차를 이행할 의무가 있습니다.

### 대여금반환청구

#### 요건사실
1. 소비대차계약의 체결 + 반환시기(변제기)의 약정
2. 목적물의 인도
3. 반환시기의 도래

#### 기재례
원고는 2015. 12. 12. 피고에게 10,000원을 변제기 같은 해 12.13.로 정하여 대여하였습니다.

### 이자청구

#### 요건사실
1. 원금채권의 발생
2. 이자약정
3. 목적물의 인도 및 인도시기

#### 기재례
원고는 2015. 12. 12. 피고에게 10,000원을 이자 월 1%, 변제기 같은 해 12.13.로 정하여 대여하였습니다.

### 지연손해금청구

#### 요건사실
1. 원금채권의 발생
2. 반환시기(변제기) 및 그 도과
3. 손해의 발생과 그 범위

#### 기재례
원고는 2015. 12. 12. 피고에게 10,000원을 이자 월 1%, 변제기 같은 해 12.13.로 정하여 대여하면서, 대여금 지체시에는 월 2%의 지연손해금을 지급받기로 약정하였습니다.

## 보증채무금청구

### 요건사실
1. 주채무(대여금반환채무, 이자채무, 지연손해금채무)의 발생
2. 보증계약의 체결

#### 기재례

##### 청구원인
원고는 지난 2016. 1. 5.에 소외 위기백에게 금 10억원을 변제기 2017. 1. 4.로 하여 대여하면서 연 6%의 약정이자를 변제기에 원금과 함께 지급받기로 하였습니다. 그리고 소외 위기백은 자신의 위 차용금 채무를 담보하기 위해서 발행일이 2015. 12. 5.이고 지급일이 2016. 1. 5.인 액면금 10억 원의 약속어음을 발행하여 원고에게 제공까지 하여 주었습니다. 또한 이러한 소외 문영수의 위 대여금채무에 대해서 피고 회사는 원고와 위 당일인 20016. 1. 5.에 연대하여 지급할 것을 보증하는 연대보증계약을 체결하고 당일에 각서를 작성하여 주었습니다.

##### 항변
1. 보증계약이 무효
2. 소멸시효 완성

## 부동산 소송

### 인도청구

#### 요건사실
1. 원고의 목적물 소유
2. 피고의 목적물 점유

#### 기재례

##### 청구취지
원고 송으로부터 금 700,000원에서 2012. 11. 23.부터 서울 서초구 서초동 671 대 430m2 토지를 인도할 때까지 매월 5,000원의 비율에 의한 금원 공제한 나머지를 금원을 받음과 동시에 위 토지를 인도하라.

##### 청구원인
피고는 적법한 권원 없이 원고 소유의 이 사건 토지를 점유하고 있는 것이므로 원고는 피고 회사에게 이 사건 토지의 소유권에 기해서 이 사건 토지의 반환을 청구하는 바이므로 피고 회사는 원고에게 이 사건 토지를 인도할 의무가 있습니다.

### 철거 퇴거청구

#### 요건사실
1. 원고의 토지소유
2. 피고의 지상건물소유

### 사용이익 부당이득반환청구

#### 요건사실
1. 피고의 수익
2. 원고의 손해
3. 인과관계의 존재
4. 법률상 원인 흠결
5. 이득액

#### 기재례

##### 청구원인
임대차가 종료하였으므로 피고 회사는 임대목적물인 이 사건 토지를 즉시로 원에게 반환하여야 원상회복할 의무가 있음에도 불구하고 계속해서 지금까지 이 사건 토지에 피고 회사 소유의 건물을 소유하면서 이 사건 토지를 반환하지 않고 사용수익을 하고 있으므로 피고 회사는 원고 김갑동에게 매월 500만원의 임대료 상당의 부당이득금을 반환할 의무가 있습니다.

### 소유권에 기한 소유권이전등기 말소등기청구

#### 요건사실
1. 원고의 소유
2. 피고의 소유권이전등기 경료
3. 등기의 원인무효

### 청구취지
1. 피고는 원고에게 평양 도라구 원자동 291-2 대 322에 관하여 서울중앙지방법원 2014. 12. 12. 접수 제112232호로 마친 소유권이전등기의 말소등기절차를 이행하라.
2. 소송비용은 피고가 부담한다.

라는 판결을 구합니다.

1. 피고 도지볼은 원고에게,
가. 평양 도라구 강변동 210-2 대에 관하여 서울중앙지방법원 강북등기소 2001. 4. 13. 접수 제123231호로 마친 소유권이전등기의 말소등기절차를 이행하고,
나. 위 가항 기재 토지를 인도하라.
2. 소송비용은 피고가 부담한다.
3. 제1의 나항은 가집행할 수 있다.
라는 판결을 구합니다.

### 항변
1. 등기부상 등기원인의 유효[8]
2. 실체적 권리관계 부합
3. 원고 명의 등기의 원인무효
4. 원고의 후발적 소유권 상실[9]

### 진정명의회복을 원인으로 한 소유권이전등기청구
1. 원고의 소유
2. 피고의 소유권이전등기 경료
3. 등기의 원인무효

### 시효취득을 원인으로 한 소유권이전등기 청구

#### 요건사실
1. 20년간(자주, 평온, 공연) 점유

#### 항변
1. 타주점유
2. 점유중단
3. 시효중단
4. 시효이익의 포기
5. 취득시효 완성 후 소유명의 변경
6. 소유권이전등기청구권의 시효 소멸

### 근저당권설정등기 말소청구

#### 요건사실
1. 원, 피고간의 근저당권설정계약 체결
2. 피고의 근저당권설정등기 경료
3. 근저당권의 소멸

### =기재례
피고 최정북은 피고 을서 주식회사로부터 금 6,000,000원 및 이에 대해 2012. 2. 23.부터 완제일까지 연 30%의 비율에 의한 금원을 지급 받은 다음에 원고 송무중에게 위 제2의 가항 기재 건물에 관하여 서울중앙지방법원 2010. 8. 25. 접수 제17543호로 마친 근저당권설정등기에 대해서 말소등기절차를 이행하라.

### 소유권에 기한 근저당권설정등기말소청구

#### 요건사실
1. 원고의 소유
2. 피고의 근저당권설정등기 경료
3. 근저당권 소멸

### 저당권에 기한 경우 (후순위근저당권자가 무효인선순위등기의 소멸 청구)

#### 요건사실
1. 원고가 후순위근저당권자
2. 피고의 선순위 근저당권설정등기 경료
3. 피고의 선순위 저당권 소멸

## 임대차계약에 기한 청구

### 임대차보증금반환청구

#### 요건사실
1. 임대차계약의 체결
2. 임대차보증금의 지급
3. 임대차의 종료

- 임대인 아닌 제3자에게 청구하는 경우 '대항력'도 주장 입증

#### 기재례
1. 원고 위키백은 원고가 소유하던 미국 샌프란 시스코동 100(이하 "이 사건 토지"라고 합니다)를 지난 2015. 6. 23.에 임대기간 2020. 6. 23.부터 2년, 보증금 7억 원, 월세 500만 원으로 하여 피고 을 주식회사(이하 "피고 회사"라고 하니다)에 임대한 사실이 있습니다. 그리고 위 임대차계약은 임대기간의 만료일인 2020. 6. 22.이 되고하면서 갱신이 되지 않아서 소멸하였습니다. (증거자료 참조)

#### 항변
1. 묵시적 갱신
2. 목적물 인도와의 동시이행
3. 공제

### 임대차목적물반환청구

#### 요건사실
1. 임대차계약의 체결
2. 목적물의 인도
3. 임대차의 종료(기간만료, 해지 등)

#### 항변
1. 부속물매수청구권의 행사
2. 지상물매수청구권
3. 임대차보증금과의 동시이행
4. 유치권(필요비상환청구권, 유익비상환청구권)

## 어음금 청구

### 발행인에 대한 어음금청구
1. 피고의 어음발행
2. 어음상 권리의 원고귀속
3. 원고의 어음 소지

### 배서인에 대한 어음금청구
1. 피고의 어음배서
2. 어음상 권리의 원고귀속
3. 적법한 지급제시 및 지급거절
4. 지급거절증서의 작성 또는 작성면제의 특약
5. 원고의 어음소지

### 발행인과 배서인에 대하여 동시에 어음금청구
1. 피고(발행인)의 어음발행
2. 피고(배서인)의 어음배서
3. 어음상 권리의 원고귀속
4. 적법한 지급제시 및 지급거절
5. 지급거절증서의 작성 또는 작성면제의 특약
6. 원고의 어음소지

### 항변
어음항변(인적 항변, 물적 항변), 백지어음에 관한 항변(백지보충권 남용, 백지보충권의 시효소멸), 융통어음항변, 후자의 항변, 이중무권의 항변

### 양수금 청구

#### 요건사실
1. 양도 대상 채권의 발생
2. 채권의 양도
3. 양도통지 또는 채무자의 승낙

## 판례
- 당사자가 변론에서 주장한 주요사실만이 심판의 대상이 되는 것으로서 여기서 주요사실이라 함은 법률효과를 발생시키는 실체법상의 구성요건 해당사실을 말한다[10].

## 참고 문헌
- 김남훈,  PRACTICE 프랙티스 민사요건 사실론 2011, 윌비스
- 분쟁유형별 요건사실론 민법: 판례 및 기재례(2013), 민사법연구회, 법학사, 2013. ISBN 896289405X
- 김동근, 요건 사실론: 판례 와 기재례, 진원사, 2012. ISBN 8963462102
- 요건사실론, 사법연수원, 2013.

## 같이 보기
- 민사집행법
- 부동산등기법